# Niszczyciele typu Samsun
Niszczyciele typu Samsun – tureckie niszczyciele z początku XX wieku. W latach 1906–1907 we francuskich stoczniach Forges et Chantiers de la Gironde w Bordeaux i Schneidera w Nantes zbudowano cztery okręty tego typu. Jednostki weszły w skład marynarki Imperium Osmańskiego w 1907 roku. Okręty wzięły udział w wojnie włosko-tureckiej, I wojnie bałkańskiej i I wojnie światowej. Podczas tego ostatniego konfliktu utracony został „Yarhisar”, a pozostałe jednostki po remoncie w latach 20. służyły pod banderą Republiki Turcji do 1932 roku. Okręty zostały złomowane w 1949 roku.

## Projekt i budowa
Niszczyciele typu Samsun zostały zamówione przez Turcję we Francji w 1906 roku. Kontrakt na budowę jednostek podpisano 22 stycznia 1906 roku. Okręty były ulepszoną wersją pierwszego typu francuskich niszczycieli – Durandal.
Okręty zbudowane zostały w stoczni Forges et Chantiers de la Gironde w Bordeaux (trzy jednostki) i Schneidera w Nantes (jedna) . Stępki okrętów położono w 1906 roku, a zwodowane zostały w 1907 roku .
| Okręt      | Stocznia                          | Położenie stępki | Wodowanie | Wejście do służby | Los                      |
| ---------- | --------------------------------- | ---------------- | --------- | ----------------- | ------------------------ |
| „Samsun”   | Forges et Chantiers de la Gironde | czerwiec 1906    | 1907      | 3 września 1907   | wycofany 1932            |
| „Yarhisar” | Forges et Chantiers de la Gironde | 1906             | 1907      | 1907              | zatopiony 3 grudnia 1915 |
| „Taşoz”    | Schneider                         | czerwiec 1906    | 1907      | 1907              | wycofany 1932            |
| „Basra”    | Forges et Chantiers de la Gironde | czerwiec 1906    | 1907      | 3 września 1907   | wycofany 1932            |

## Dane taktyczno-techniczne
Okręty były niszczycielami z kadłubami wykonanymi ze stali o długości całkowitej 58,2 metra (między pionami 56,3 metra) szerokości 6,3 metra i zanurzeniu 2,8 metra . Wyporność normalna wynosiła 284 tony . Jednostki napędzane były przez dwie pionowe maszyny parowe potrójnego rozprężania SACAG o łącznej mocy 5950 KM, do których parę dostarczały dwa kotły typu Normand. Prędkość maksymalna napędzanych dwoma śrubami okrętów wynosiła 28 węzłów. Niszczyciele zabierały zapas 70 ton węgla, co zapewniało zasięg wynoszący 975 Mm przy prędkości 15 węzłów . 
Na uzbrojenie artyleryjskie okrętów składały się: pojedyncze działo kalibru 65 mm QF M1902 L/50 z zapasem 300 nabojów i cztery pojedyncze szybkostrzelne działa kal. 47 mm QF M1902 L/50 (z łącznym zapasem 1200 nabojów) . Broń torpedową stanowiły zamontowane na pokładach dwie pojedyncze obracalne wyrzutnie kal. 450 mm, z łącznym zapasem sześciu torped.
Załoga pojedynczego okrętu składała się z 67 oficerów, podoficerów i marynarzy.

## Służba
Wszystkie niszczyciele typu Samsun zostały wcielone w skład marynarki wojennej Imperium Osmańskiego w 1907 roku w Stambule . W maju 1909 roku „Samsun” i „Yarhisar” wzięły udział w pierwszych manewrach floty tureckiej na Morzu Marmara. W październiku 1911 roku, po wybuchu wojny włosko-tureckiej, cztery okręty typu Samsun weszły w skład zespołu floty osmańskiej skierowanego do obrony Dardaneli (składającego się oprócz nich z pancerników „Barbaros Hayreddin”, „Turgut Reis” i „Mesudiye” oraz torpedowca „Demirhisar”), nie przejawiając jednak większej aktywności do końca konfliktu.
Wszystkie jednostki tego typu wzięły udział w I wojnie bałkańskiej, uczestnicząc m.in. w bitwie z flotą grecką koło przylądka Elli („Samsun”) czy w starciu koło Lemnos („Yarhisar” i „Basra”).
W momencie wybuchu I wojny światowej niszczyciele były już przestarzałe i miały niską wartość bojową . Mimo to, rankiem 29 października 1914 roku „Samsun” i „Taşoz” i krążownikiem liniowym „Yavuz Sultan Selim” wzięły udział w przeprowadzonym bez wypowiedzenia wojny ataku na rosyjski port w Sewastopolu. W 1915 roku wyeksploatowane siłownie okrętów pozwalały na osiągnięcie prędkości maksymalnej 17 węzłów, a liczebność załóg wzrosła do 91 osób (17 Niemców i 74 Turków). 
Przed atakiem sił Ententy na Gallipoli niszczyciele typu Samsun eskortowały transporty wojsk tureckich, organizowane w celu wzmocnienia sił broniących Dardaneli. 3 grudnia 1915 roku nieopodal Yalova „Yarhisar” został zatopiony w ataku torpedowym przez brytyjski okręt podwodny HMS E11.
20 stycznia 1918 roku niszczyciele „Samsun” i „Basra” wzięły udział w zabezpieczeniu wypadu krążowników „Yavuz Sultan Selim” i „Midilli” pod Imroz, m.in. osłaniając powrót do Dardaneli uszkodzonego na minach „Yavuza Sultana Selima”. W październiku 1918 roku trzy ocalałe okręty odstawiono do rezerwy w Stambule .
Po zakończeniu wojny, 29 października 1923 roku niszczyciele zostały formalnie wcielony do nowo powstałej marynarki wojennej Republiki Turcji. W latach 1924–1925 jednostki przeszły remont i podjęły czynną służbę. Wszystkie trzy okręty wycofano ze składu floty w 1932 roku, po zakupie we Włoszech nowych niszczycieli. Jednostki zostały złomowane dopiero w 1949 roku w Gölcük .